# Franz von Lenbach

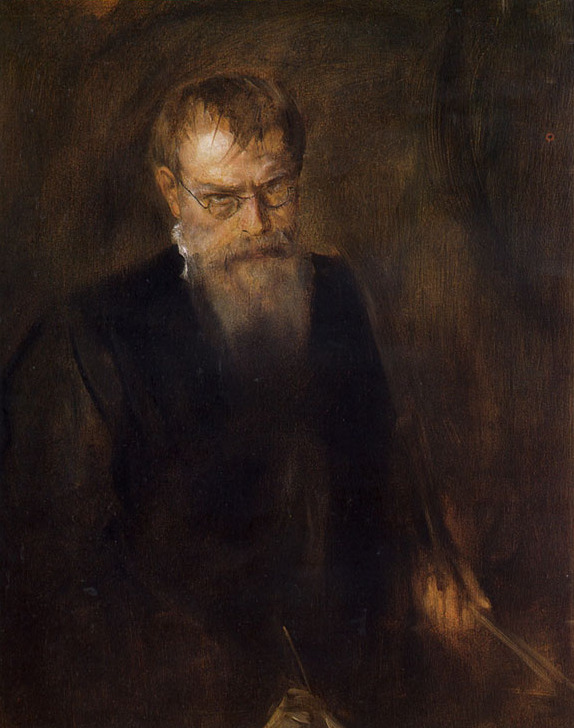
Franz von Lenbach, självporträtt från omkring 1900

Franz von Lenbach, född 13 december 1836 i Schrobenhausen i Bayern, död 6 maj 1904 i München, var en tysk målare, känd bland annat för sina många porträtt av Bismarck.

## Biografi
Lenbach kom 1857 från Oberbayern till Carl von Piloty i München och medföljde denne till Rom. I sina tidigare arbeten, till omkring 1860 visar han prov på en färgrik realism, vilket Herdepojken i Schackgalerie, München, är ett exempel på. På uppdrag av friherre von Schack utförde han 1863-66 kopior efter stora mästare, och hans därvid vunna kännedom om Diego Velázquez, Rembrandt, Peter Paul Rubens och Tizians måleri, kom att utveckla hans konst, som omkring 1877 fick en mera oberoende, personlig prägel. Nästan uteslutande verksam som porträttör gjorde Lenbach en internationell karriär och blev snart överhopad med hedersbetygelser. Vintrarna 1882-87 tillbringade han i Rom. 1883-89 uppförde han en konstnärsbostad i München i samarbete med arkitekten Gabriel von Seidl. Lenbach kom att bli nära vän med Otto von Bismarck, och utförde omkring 80 porträtt av statsmannen. I hans stora produktion, varav prov finns i de flesta större konstmuseer, märks flera självporträtt samt porträtt av Helmuth von Moltke den äldre, Vilhelm I av Tyskland, Ludvig I av Bayern, Leo XIII, Franz Liszt med flera, På Nationalmuseum finns två porträtt av von Lenbach, ett föreställande Lorenz Gedon och ett föreställande Ignaz von Döllinger. Lenbach är även representerad vid bland annat Göteborgs konstmuseum och Nationalmuseum i Stockholm.